# Re-Animated
Re-Animated (br: Reanimado) é um filme animado e em live action que foi ao ar no Cartoon Network brasileiro no dia 20 de maio de 2007. É uma combinação de animação e live action. Reanimado é também o primeiro filme original em live action do Cartoon Network. O filme enfoca um garoto de 12 anos de idade chamado  Jimmy Roberts que vai a um parque temático chamado Golly World, onde um trem o atropela. Lá, os médicos fazem um transplante urgente de cérebro, o que faz Jimmy ver desenhos por toda parte, mais especificamente desenhos criados pelo cartunista Milt Appleday.

## Elenco
- Dominic Janes ................... Jimmy Appleday Roberts

- Micah Karns ...................... Craig Yoshida

- Eunice Cho ....................... Robin Yoshida

- Matt Knudsen .................... Sonny Appleday

- Rachel Quaintance ............. Mãe de Jimmy

- Bill Dwyer .......................... Pai de Jimmy

- Rhea Lando ....................... Yancy Roberts

## Out of Jimmy's Head
Devido ao sucesso do filme, o Cartoon Network produziu um seriado baseado no filme chamado Out of Jimmy's Head.